# بيلي ريد (لاعب كرة قدم)
بيلي ريد (بالإنجليزية: Billy Reid)‏ (18 يوليو 1963 بغلاسكو في المملكة المتحدة - ) هو مدرب كرة قدم ولاعب كرة قدم بريطاني في مركز الدفاع. لعب مع كوين أوف ساوث وهاميلتون أكاديميكال ونادي كلايد ونادي ستيرلينغ ألبيون.

## وصلات خارجية
- بيلي ريد على موقع قاعدة بيانات كرة القدم.إي يو (الإنجليزية)
- بيلي ريد على موقع Soccerbase.com (مدرب) (الإنجليزية)
- بيلي ريد على موقع Soccerway.com (الإنجليزية)
- بيلي ريد على موقع عالم كرة القدم.نت (الإنجليزية)